# Karel Paulus
Karel Paulus (3. ledna 1933 Dolní Brusnice – 31. října 2003 Bílá Třemešná) byl český volejbalový hráč a trenér, reprezentant Československa.

## Sportovní a trenérská kariéra
Se sportem začal v Bílé Třemešné, věnoval se atletice, fotbalu, lyžování a volejbalu.
Výhradně volejbalu se začal věnovat během základní vojenské služby v ÚDA Praha. Zde získal dvakrát titul mistra republiky. Od roku 1958 hrál za Duklu Kolín, kde přidal další tři tituly mistra republiky.
Po ukončení hráčské kariéry se stal trenérem. Vedl družstvo Dukly Jihlava a Dukly Liberec. Jeden rok byl i trenérem reprezentace ČSSR. Největších úspěchů dosáhl v Dukle Liberec, v roce 1976 se stali vítězi PMEZ.

## Největší úspěchy

### Olympijské hry
- 1964: OH v Tokiu, 2. místo

### Mistrovství světa ve volejbalu
- 1956: MS v Paříži, 1. místo
- 1960: MS v Rio de Janeiru, 2. místo
- 1962: MS v Moskvě, 2. místo

### Mistrovství Evropy ve volejbalu
- 1955: ME v Bukurešti, 1. místo
- 1958: ME v Praze, 1. místo